# انجمن ورزشی ار جی اکس
انجمن ورزشی ار جی اکس (انگلیسی: Associação Desportiva RJX) با نام کوتاه ار جی، تیم والیبال حرفه‌ای مستقر در ریو دو ژانیرو، برزیل است. ار جی اکس در سوپر لیگ برزیل حضور دارد و مالک آن گروه ای‌بی‌اکس است. این تیم در سال ۲۰۱۳ قهرمان سوپر لیگ برزیل شد.